# Martin Rogberg
Karl Georg Martin Rogberg, född 11 november 1896 i Danmarks församling, Uppsala län, död 7 juli 1966 i Sigtuna, var en svensk författare och översättare.

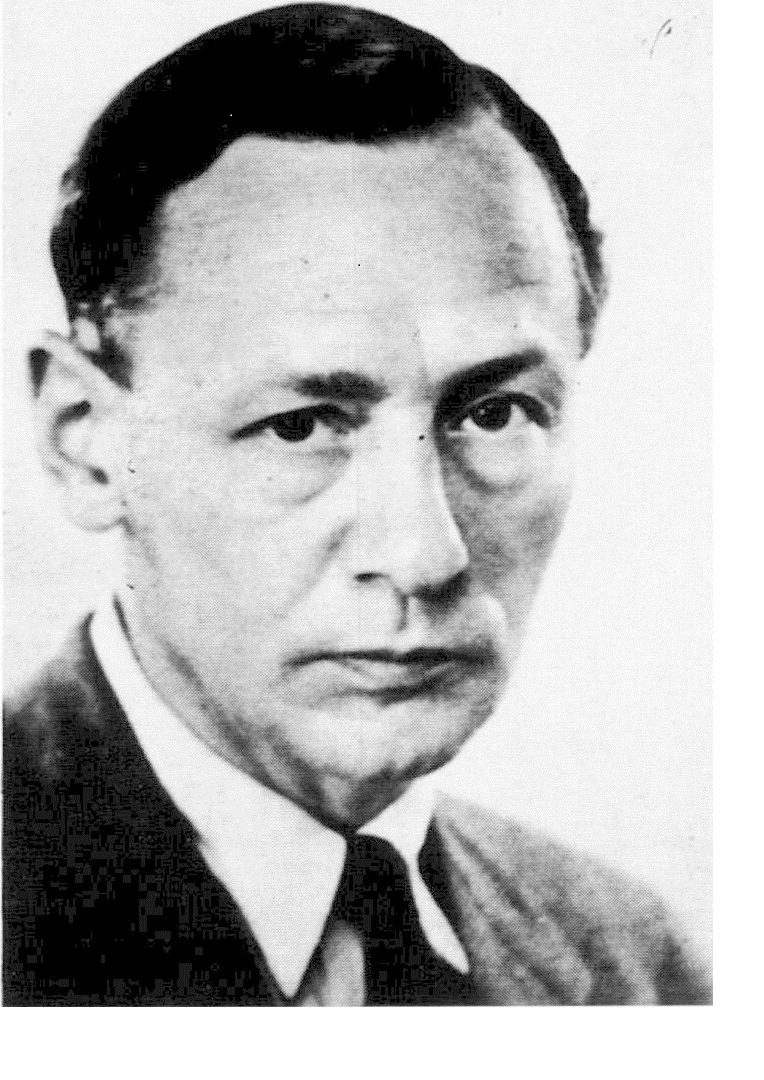
Martin Rogberg

## Biografi
Rogberg var son till kyrkoherden Carl Theodor Rogberg (1862–1934). Han avlade studentexamen i Hudiksvall 1914, var medarbetare i olika Norrlandstidningar 1914–17 och i Stockholms Dagblad 1917–21. Han var 1921–45 anställd vid Svenska Dagbladet, bland annat som kulturredaktör från 1930. 1945–51 var han svensk pressattaché vid svenska beskickningen i Buenos Aires, med Argentina, Chile och Uruguay som ansvarsområde.
Martin Rogberg har beskrivits som en mångsidig begåvning, mycket beläst och en utmärkt stilist. Han var lyhörd för nya strömningar inom litteraturen och var som redaktör på Svenska Dagbladet omvittnat skicklig, var uppskattad och hade lätt för att knyta och upprätthålla kontakter. Som romanförfattare skrev han bland annat Min hustru är borta (1928) och Dam med citroner (1932), men han blev kanske främst uppmärksammad som reseskildrare. Han gjorde flera resor med bil utomlands och skrev artikelserier om dessa, senare samlade i bokform med titlar som Två vid ratten: Europa runt med bil på 12 länders landsvägar (1. uppl 1929), Vi far till Portugal: Tusen mil med två vid ratten på nya vägar över kontinenten (1931) och Balkan i bil: med två vid ratten till Svarta havet och Sofia (1936), samtliga med teckningar av hans hustru Britta Stenström-Rogberg (1896–1974). Han skrev även manuskriptet till filmen Unga hjärtan (1934) tillsammans med dess regissör Per-Axel Branner.
Martin Rogberg blev tidigt intresserad av fransk och spansk litteratur och gjorde översättningar från flera språk. Hans intresse för latinamerikansk kultur utmynnade i boken Följ med till framtidslandet (1945; även den med teckningar av hustrun) och ledde honom till pressattachéposten i Argentina. Efter hemkomsten därifrån bevakade och introducerade han spanskspråkig, främst sydamerikansk, litteratur bland annat som anmälare i Svenska Dagbladet. Han skrev även bland annat Balkong mot Esmeralda (1952), Svenskar i Latinamerika: pionjäröden och nutida insatser (1954) samt Avstånden är deras landskap: sydamerikanska möten i böcker (1964).
Martin Rogberg gravsattes den 19 juli 1966 på Gamla kyrkogården i Uppsala.

### Översättningar (urval)
- Pierre Louÿs, Kvinnan och dockan (La Femme et le pantin) (ill. Alfred Proessdorf, Göteborg: Romanförlaget, 1923)
- Rebecca West, Den sträva rösten: fyra korta romaner (The Harsh Voice) (Stockholm: Geber, 1935)
- Ernesto Sabato, Tunneln (El túnel) (Stockholm: Skoglund, 1951)
- Aage Dons, Resa i Österrike (Rejse i Østrig) (Stockholm: Geber, 1954)
- Ricardo Güiraldes, Don Segundo Sombra (Stockholm: Lindqvist, 1955)
- Leslie Charteris, Helgonet vid Spanska sjön (The Saint on the Spanish Main) (Stockholm: Skoglund, 1955)
- James Baldwin, Att vara neger (Notes of a Native Son) (Stockholm: Wahlström & Widstrand, 1956)
- James Baldwin, Giovannis rum (Giovanni's Room) (Stockholm: Wahlström & Widstrand, 1957)
- James Baldwin, Ingen känner mitt namn (Nobody Knows My Name) (Stockholm: Wahlström & Widstrand, 1962)